# 독일계 오스트리아 공화국
독일계 오스트리아 공화국(독일어: Deutschösterreich)는 1918년 오스트리아-헝가리 제국이 해체되자, 오스트리아-헝가리 제국의 독일어 사용 지역에 형성되었던 정부이다.
제1차 세계 대전 이후에 소집된 국민의회에서 오스트리아-헝가리 제국이 존재하지 않는 이상 오스트리아와 독일은 별개의 정부를 이룰 필요가 없으며 오스트리아가 독일에 편입되어야 한다고 했으나 연합국의 반대로 좌절되고, 일부 지역이 체코슬로바키아와 이탈리아, 유고슬라비아에 할양된 후 오스트리아 제1공화국이 출범하면서 소멸하였다.

## 같이 보기
- 오스트리아의 역사